# Oscar Leonardo Franco Vivas

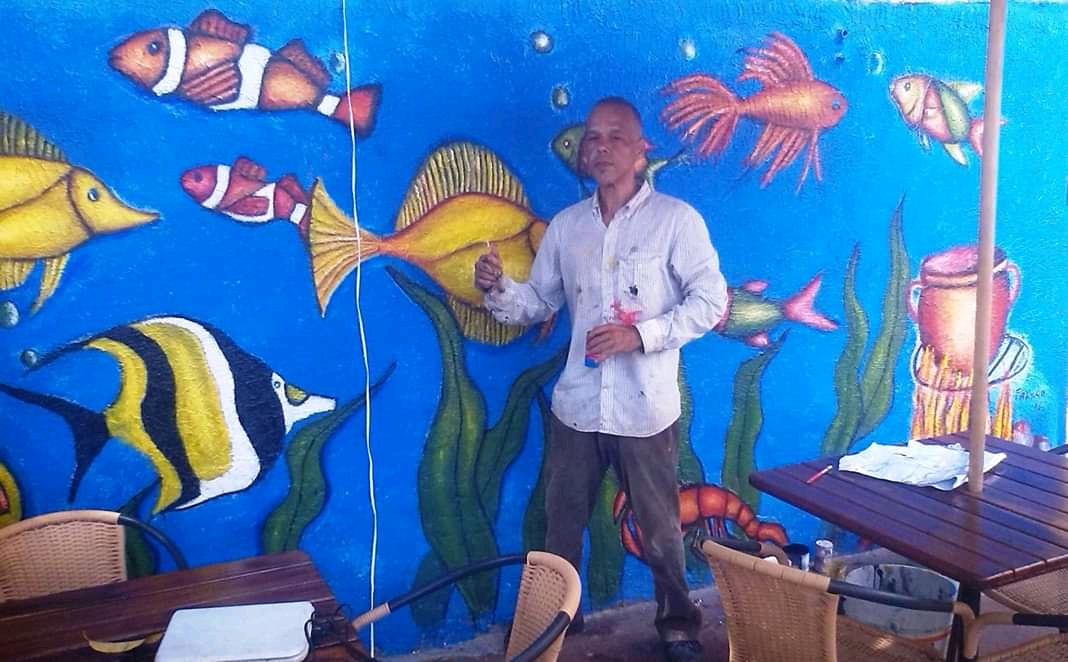
Oscar Franco im Februar 2021

Oscar Leonardo Franco Vivas (* 6. Mai 1969 in Caracas, Venezuela; † 13. Juni 2023 in Santa Marta, Kolumbien) ist ein venezolanischer Maler. Neben seiner Karriere als bildender Künstler beschäftigt er sich mit Poesie und ist Gründungsmitglied der Poesie- und Performancegruppe Descendants of Cain.

## Leben
Oscar Leonardo Franco Vivas wuchs als Sohn geschiedener Eltern auf. Er verbrachte eine turbulente Kindheit zwischen der Zuneigung seiner Mutter und dem strengen Charakter seines Vaters. Aus diesem Grund wohnte er bereits in seiner Kindheit in zahlreichen Städten Venezuelas und reiste viel herum. Er hat nur einen leiblichen Bruder, ein Gitarrenbauer (Luthier) und Musiker. Außerdem hat er noch einen Halbbruder mütterlicherseits, ein Schriftsteller und Literaturwissenschaftler, welcher in Chicago lebt. Zu diesem leiblichen Bruder sowie dem Halbbruder kommen väterlicherseits noch neun Halbgeschwister hinzu.

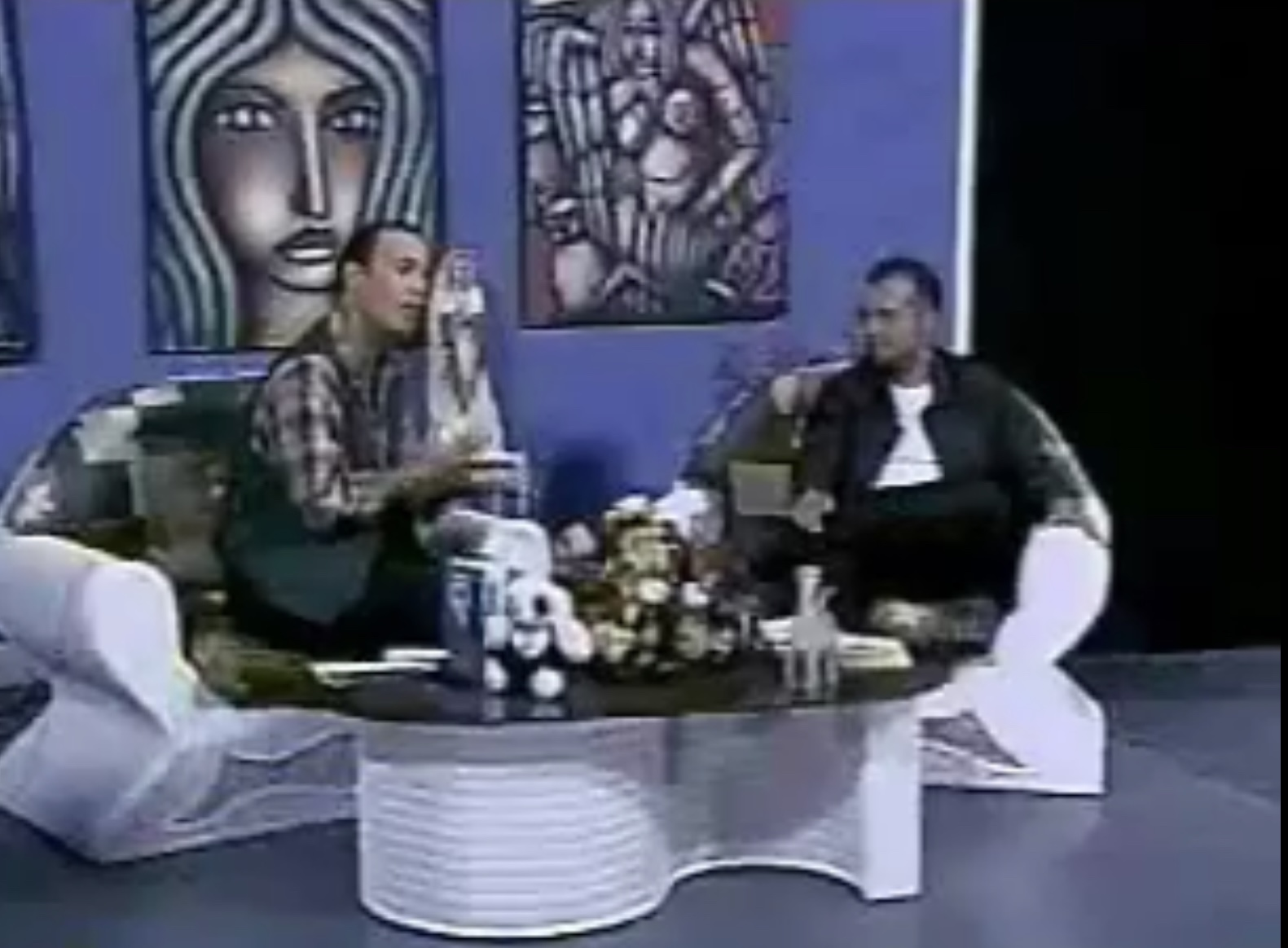
Oscar Franco bei einem TV-Auftritt auf dem Staatsfernsehkanal „Telecentro“ (2000)

Seit seinem 14. Lebensjahr übte sich Oscar Franco im Schreiben von Gedichten. Zur gleichen Zeit startete er mit den Kampfsportarten Karate sowie Ju-Jutsu, welche er bis zum heutigen Tag, vor allem als Trainer für Kinder, praktiziert. Anerkennung erwarb er sich durch drei schwarze Gürtel und seinen 4. Dan in zwei dieser drei schwarzen Gürtel.

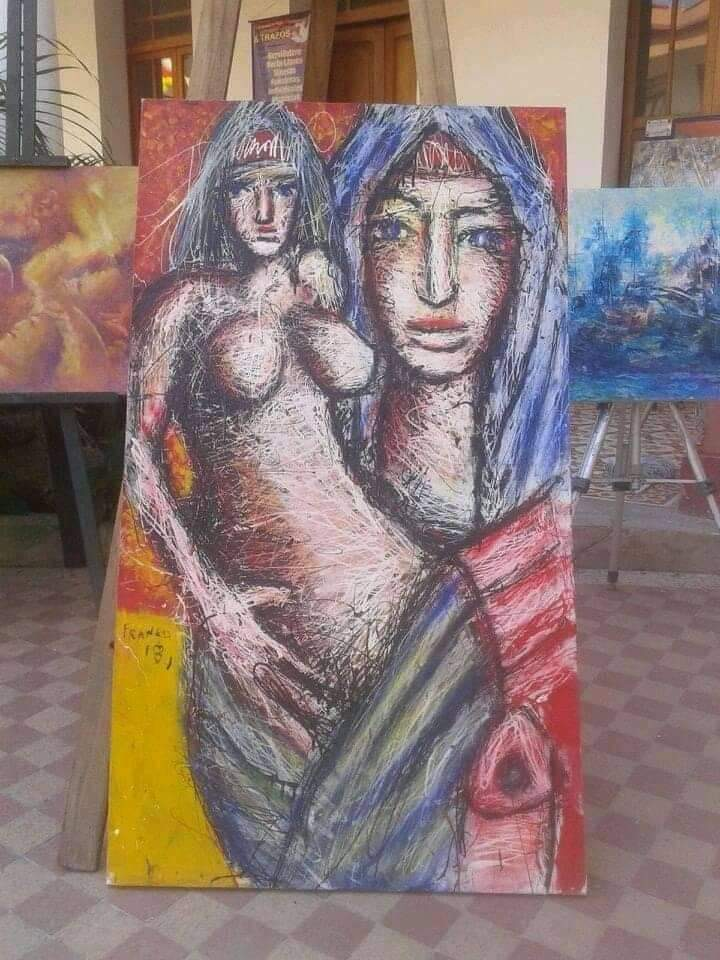
Ein Werk von Oscar Franco bei einer Ausstellung

Im Alter von 20 Jahren, also im Jahr 1989, begann Oscar Franco ein Studium der Soziologie an der Universität von Zulia, das er allerdings nicht abschloss, sondern zwei Jahre später mit einem Kunststudium im Bereich Grafik fortsetzt. Mit 23 Jahren startete er, mehr oder weniger durch Zufall, seine künstlerische Laufbahn; ursprünglich wollte er nur seine Gedichtsbücher illustrieren und hatte deshalb mit dem Zeichen begonnen. In den folgenden Jahren absolvierte er nicht nur sein Kunststudium, das er 1995 abschloss, sondern trat auch zum ersten Mal in Presse und Fernsehen auf.
Oscar Franco studierte bei den größten Künstlern des Landes, unter anderem bei Edisson Parra, Henry Bermudez, Angel Pena, Francisco Hung, Nerio Quintero, Juan Mendoza, Edgar Queipo und Marco Cardenas. Vor allem durch Auftritte in der Öffentlichkeit erhielt Oscar Franco mehr Aufmerksamkeit und wurde von Galerien berücksichtigt. Zu seinen wohl erfolgreichsten Ausstellungsorten zählen das Museo Mateo Manaure sowie die Galerie Arte Perea, beide in Maturín (Venezuela). Des Weiteren bekam er als Künstler die Möglichkeit, Workshops für Interessierte abzuhalten. Hierdurch wurde seine Kunst nicht nur in Venezuela, sondern auch in Argentinien, vor allem in der Landeshauptstadt Buenos Aires, sowie auch in Patagonien verkauft. All diese Ausstellungen sowie die internationalen Verkäufe seiner Kunstwerke reizten schließlich große Firmen wie die PDVSA (größter Erdölproduzent Südamerikas), Clinica del Sur, Centro de Especialidades Medicas, Loteria de Oriente und weitere Firmen, seine Werke zu erwerben.
Von 2007 bis 2008 fungierte er als Kulturdirektor der Stadt El Tigre, Venezuela. In den darauffolgenden Jahren 2008 und 2009 fanden über 50 Kunstwerke von Oscar Franco Interessenten in Europa, vor allem an der Côte d’Azur.
Aufgrund der politischen sowie wirtschaftlichen Krise Venezuelas wanderte Oscar Franco am 14. April 2017 nach Kolumbien aus und ließ sich in der Stadt Santa Marta nieder, wo er bis zum heutigen Tag seiner Leidenschaft zur Kunst nachgeht. Mittlerweile werden seine Werke in lokalen Galerien in der Stadt Santa Marta ausgestellt und teilweise auch direkt durch den Künstler selbst im Zentrum der Stadt an Interessenten vermarktet. Seit Mitte 2020 finden seine Werke auch im europäischen Raum diverse Kunstliebhaber.

## Arbeitsphilosophie/Kunststil

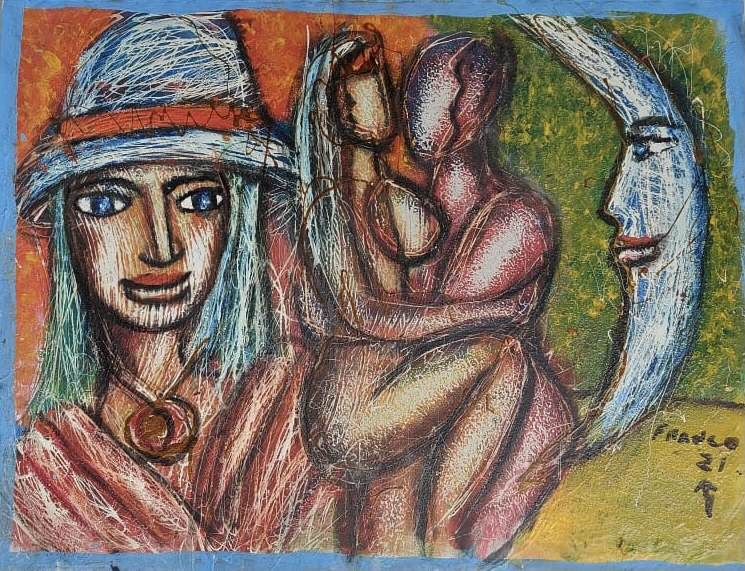
„Pareja de Amantes en el Rabillo del Ojo de su Madre“ (2021)

Über seine Arbeit sagt Oscar Franco selbst, dass seine Werke eine Hommage an die Frau als gebärendes Prinzip des Universums (Pacha Mama) sind. In seinen Kunstwerken gibt es viel Erotik, aber auch Mutterschaft, welches das Bedürfnis zum Ursprung des Universums zurückzukehren sowie die Sehnsucht nach Transzendenz darstellt. Seine Werke beziehen auch die Poesie sowie den Symbolismus mit ein, welche man vor allem in den überlagerten Bildern sowie anhand der Totemtiere wahrnehmen kann.
Bei einer genaueren Betrachtung seines Kunststils fällt einem sofort auf, dass seine Stilrichtung eine Zusammenführung von Poesie und vielen anderen bekannten Arten der Kunst darstellt. Je genauer man seine Werke betrachtet, umso mehr kann man verschiedene Arten der Kunststile entdecken, wie zum Beispiel einen magischen Realismus und gleichzeitig einen Expressionismus. Andere Einflüsse fallen dem aufmerksamen Betrachter ebenso ins Auge wie zum Beispiel der mexikanische Muralismus, der Kubismus sowie ein Hauch afrikanischer Kunst. Zudem werden die Werke Oscar Francos auch durch den Schriftsteller Carl Gustav Jung geprägt, dessen Werke den Künstler während seines ganzen Lebens begleitet haben.
Sein anfänglicher Stil lässt sich als fast monochromatisch und skulptural beschreiben. Zwischenzeitlich erzielt Oscar Franco eine ganz besondere Oberflächenstruktur durch Tropfen der Farben auf die Kunstwerke sowie Streichen und Tupfen mittels seiner Fingerkuppen.

Erst vor kurzem schrieb Oscar Franco über seine Arbeit als Künstler:
„Ich lasse mich durch die Bewegung meines gesamten Körpers inspirieren, besonders durch meine Arme, Hände und Finger. Der Rhythmus in meinem Körper darf nie fehlen. Dieser Rhythmus ist wie eine Musik in meinem inneren welche sich auf meine Werke überträgt.“ (Oscar Franco, Juni 2021)